# District de Beroroha
Le district de Beroroha est un district de la région d'Atsimo-Andrefana, dans le sud-ouest de Madagascar,.